# ۱٬۳٬۸–تری هیدروکسی آنتراکوئینون
۱٬۳٬۸-تری هیدروکسی آنتراکوئینون (به انگلیسی: 1,3,8-Trihydroxyanthraquinone) با فرمول شیمیایی C۱۴H۸O۵ یک ترکیب شیمیایی است؛ که جرم مولی آن ۲۵۶٫۲۱۰ گرم بر مول می‌باشد.